# Mulheres artistas

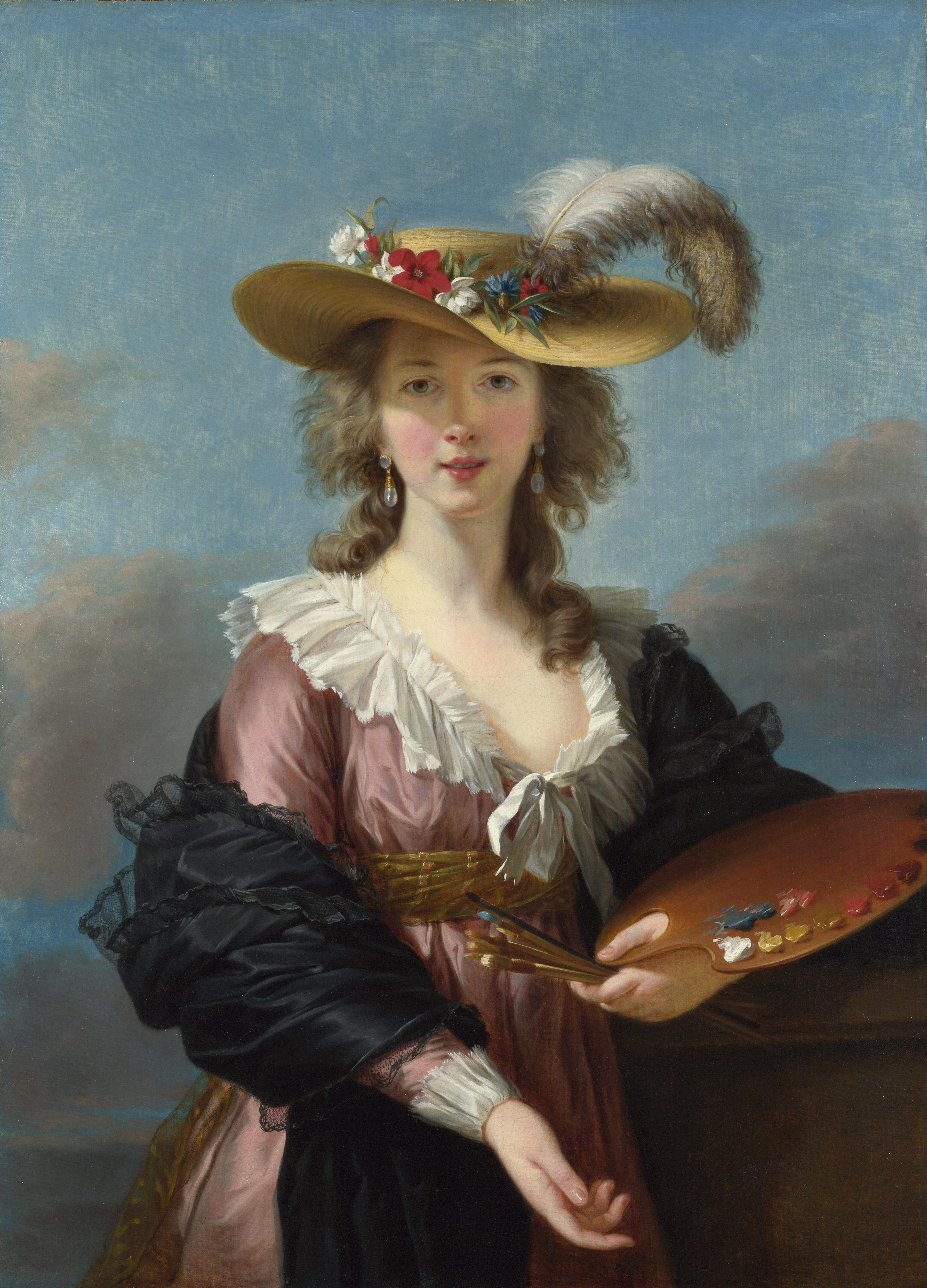
Élisabeth Vigée Le Brun, Autorretrato com Chapéu de Palha, (1782)

A História da Arte tem sido marcada por uma presença majoritariamente masculina, tanto no que diz respeito à produção artística quanto à crítica e historiografia. No entanto, ao longo dos séculos, mulheres artistas desempenharam papéis significativos, muitas vezes invisibilizados por normas sociais e culturais que restringiam suas oportunidades de estudo, criação e exibição. Em décadas recentes, pesquisas acadêmicas e movimentos sociais têm revisitado e reescrito essa narrativa, destacando a importância e a contribuição de mulheres artistas em diversos períodos e estilos.
A ausência de mulheres no cânone da arte ocidental tem sido um assunto de investigação e reconsideração desde o início da década de 1970. O influente ensaio de Linda Nochlin de 1971, "Por que não houve grandes mulheres artistas?", examinou as barreiras sociais e institucionais que impediram a maioria das mulheres de entrar em profissões artísticas ao longo da história, provocou um novo foco nas mulheres artistas, sua arte e experiências, e contribuiu com inspiração para o movimento artístico feminista. Embora as mulheres artistas tenham se envolvido na criação de arte ao longo da história, seu trabalho, quando comparado ao de seus colegas homens, tem sido frequentemente ofuscado, esquecido e subvalorizado. O cânone ocidental historicamente valorizou o trabalho dos homens em detrimento do das mulheres e atribuiu estereótipos de gênero a certas mídias, como artes têxteis ou de fibras, para serem principalmente associadas às mulheres.

## Era Pré-histórica
Não há registros de quem eram os artistas das eras pré-históricas, mas estudos de muitos etnógrafos e antropólogos culturais antigos indicam que as mulheres frequentemente eram as principais artesãs nas culturas neolíticas, nas quais criavam cerâmica, tecidos, cestos, superfícies pintadas e joias. A colaboração em grandes projetos era comum, se não típica. A extrapolação para as obras de arte e habilidades da era paleolítica sugere que essas culturas seguiam padrões semelhantes. As pinturas rupestres dessa era frequentemente têm impressões de mãos humanas, 75% das quais são identificáveis como de mulheres.

### Arte Cerâmica
Há uma longa história de arte cerâmica em quase todas as culturas desenvolvidas, e frequentemente objetos cerâmicos são todas as evidências artísticas deixadas por culturas desaparecidas, como a da cultura Nok na África há mais de 3.000 anos. Culturas especialmente notáveis pela cerâmica incluem as culturas chinesa, cretense, grega, persa, maia, japonesa e coreana, bem como as culturas ocidentais modernas. Há evidências de que a cerâmica foi inventada independentemente em várias regiões do mundo, incluindo o Leste Asiático, a África Subsaariana, o Oriente Próximo e as Américas. Não se sabe quem eram os artesãos.

## Era Histórica Antiga

### Europa Clássica e Oriente Médio
Os primeiros registros de culturas ocidentais raramente mencionam indivíduos específicos, embora mulheres sejam retratadas em toda a arte e algumas sejam mostradas trabalhando como artistas. Referências antigas de Homero, Cícero e Virgílio mencionam os papéis proeminentes das mulheres em têxteis, poesia, música e outras atividades culturais, sem discussão de artistas individuais. Entre os primeiros registros históricos europeus sobre artistas individuais está o de Plínio, o Velho, que escreveu sobre várias mulheres gregas que eram pintoras, incluindo Helena do Egito, filha de Timon do Egito. Alguns críticos modernos postulam que o Mosaico de Alexandre pode não ter sido obra de Filoxeno, mas de Helena do Egito. Uma das poucas pintoras nomeadas que podem ter trabalhado na Grécia Antiga ela tinha a reputação de ter produzido uma pintura da Batalha de Isso que estava pendurada no Templo da Paz durante o tempo de Vespasiano. Outras mulheres incluem Timarete, Irene, Calipso, Aristarete, Iaia e Olímpia. Embora apenas algumas de suas obras tenham sobrevivido, na cerâmica grega antiga há uma caputi hydria na Coleção Torno em Milão.

### Índia
"Por cerca de três mil anos, as mulheres – e somente as mulheres – de Mithila têm feito pinturas devocionais dos deuses e deusas do panteão hindu. Não é exagero, então, dizer que esta arte é a expressão do aspecto mais genuíno da civilização indiana".

### Continente Africano
A arte geométrica Imigongo originou-se de Ruanda, na África Oriental, e está associada ao status sagrado centenário da vaca. Ela evoluiu da mistura de esterco de vaca com cinzas e argila e do uso de corantes naturais. A paleta é limitada à cor ousada da terra. A arte é tradicionalmente associada a mulheres artistas, assim como a elaborada arte de cestaria da área, com seus próprios frisos regulares.

## Europa

### Período Medieval
A presença de mulheres artistas no período medieval foi frequentemente silenciada ou ignorada pela historiografia tradicional, que se concentrou em figuras masculinas dominantes. No entanto, as mulheres medievais desempenharam papéis significativos nas artes, especialmente nas áreas associadas à vida monástica e religiosa, onde muitas encontraram espaço para se expressar artisticamente. É importante destacar que, no contexto da Idade Média, a definição de "arte" abrangia uma variedade de formas que incluíam iluminuras, tapeçarias, esculturas, bordados e artesanato.
Artistas do período medieval incluem Clarícia, Diemudus, Ende, Guda de Weissfauen, Herrade de Landsberg e Hildegard de Bingen.
Grande parte da produção artística feminina medieval caiu no anonimato. A cultura patriarcal da época, que favorecia a arte masculina, e a posterior omissão dessas mulheres na historiografia contribuíram para a falta de reconhecimento. Muitas obras de arte que podem ter sido criadas por mulheres foram simplesmente atribuídas a artistas anônimos ou homens. As mulheres artistas medievais enfrentaram desafios únicos em uma sociedade patriarcal, mas encontraram formas de expressar sua criatividade, especialmente dentro de contextos religiosos. Embora muitas dessas artistas permaneçam anônimas, e seus trabalhos tenham sido ofuscados pela historiografia tradicional, é inegável que as mulheres desempenharam papéis significativos na produção artística medieval, seja como criadoras diretas ou patronas. Hoje, um esforço renovado por estudiosos busca resgatar e reconhecer essas vozes e suas contribuições para a arte. Uma das áreas em que as mulheres mais se destacaram foi na produção de iluminuras, as ilustrações minuciosamente decoradas que adornavam manuscritos religiosos. As freiras nos conventos frequentemente participavam da criação desses manuscritos, tanto na escrita quanto na ilustração. Embora muitos dos nomes dessas artistas tenham se perdido ao longo do tempo, alguns conventos eram conhecidos por sua produção artística. Um exemplo notável é o Mosteiro de Hohenbourg, na Alsácia, onde Herrad de Landsberg (c. 1130–1195), uma abadessa, criou a famosa Hortus Deliciarum (Jardim das Delícias), uma enciclopédia ilustrada com temas religiosos e filosóficos.

#### Tapeçaria de Bayeux
Um dos bordados mais famosos (não é uma tapeçaria) do período medieval é a Tapeçaria de Bayeux, que foi bordada com lã em nove painéis de linho e tem 230 pés de comprimento. Suas cerca de setenta cenas narram a Batalha de Hastings e a Conquista Normanda da Inglaterra. A Tapeçaria de Bayeux pode ter sido criada em uma oficina comercial por uma dama real ou aristocrática e sua comitiva, ou em uma oficina em um convento. Sylvette Lemagnen, conservadora da tapeçaria, em seu livro de 2005 La Tapisserie de Bayeux afirma:

A tapeçaria de Bayeux é uma das maiores realizações do românico normando .... Sua sobrevivência quase intacta ao longo de nove séculos é quase milagrosa ... Seu comprimento excepcional, a harmonia e o frescor de suas cores, seu acabamento requintado e o gênio de seu espírito orientador combinam-se para torná-la infinitamente fascinante.

### A Alta Idade Média
No século XIV, uma oficina real é documentada, baseada na Torre de Londres, e pode ter havido outros arranjos anteriores. Os manuscritos iluminados nos oferecem muitos dos artistas nomeados do Período Medieval, incluindo Ende, uma freira espanhola do século X; Guda de Weissfauen, uma freira alemã do século XII; e Clarícia, uma leiga do século XII em um scriptorium da Baviera. Essas mulheres, e muitos outros iluminadores não nomeados, se beneficiaram da natureza dos conventos como os principais locais de aprendizado para mulheres no período e a opção mais sustentável para intelectuais entre elas.
Em muitas partes da Europa, com as Reformas Gregorianas do século XI e a ascensão do feudalismo, as mulheres enfrentaram muitas restrições que não enfrentaram no período medieval inicial. Com essas mudanças sociais, o status do convento mudou. Nas Ilhas Britânicas, a Conquista Normanda marcou o início do declínio gradual do convento como uma sede de aprendizado e um lugar onde as mulheres poderiam ganhar poder. Os conventos foram tornados subsidiários aos abades homens, em vez de serem chefiados por uma abadessa, como eram anteriormente. Na Escandinávia pagã (na Suécia), a única runemaster feminina historicamente confirmada, Gunnborga, trabalhou no século XI.
Na Alemanha, no entanto, sob a Dinastia Otoniana, os conventos mantiveram sua posição como instituições de aprendizado. Isso pode ser parcialmente porque os conventos eram frequentemente chefiados e povoados por mulheres solteiras de famílias reais e aristocráticas. Portanto, o maior trabalho do período medieval tardio por mulheres se origina na Alemanha, como exemplificado por Herrad de Landsberg e Hildegard de Bingen. Hildegard de Bingen (1098–1179) é um exemplo particularmente bom de uma intelectual e artista medieval alemã.
O século XII viu a ascensão da cidade na Europa, junto com o aumento do comércio, viagens e universidades. Essas mudanças na sociedade também geraram mudanças na vida das mulheres. As mulheres tinham permissão para chefiar os negócios de seus maridos se elas fossem viúvas. A Esposa de Bath em Os Contos de Cantuária de Chaucer é um desses casos. Durante esse tempo, as mulheres também tinham permissão para fazer parte de algumas guildas de artesãos. Registros de guildas mostram que as mulheres eram particularmente ativas nas indústrias têxteis em Flandres e no norte da França. Manuscritos medievais têm muitas marginálias retratando mulheres com fusos. Na Inglaterra, as mulheres eram responsáveis por criar o Opus Anglicanum, ou ricos bordados para uso eclesiástico ou secular em roupas e vários tipos de cortinas. As mulheres também se tornaram mais ativas na iluminação. Várias mulheres provavelmente trabalharam ao lado de seus maridos ou pais, incluindo a filha de Maître Honoré e a filha de Jean le Noir. No século XIII, a maioria dos manuscritos iluminados estava sendo produzida por oficinas comerciais e, no final da Idade Média, quando a produção de manuscritos se tornou uma indústria importante em certos centros, as mulheres parecem ter representado a maioria dos artistas e escribas empregados, especialmente em Paris. O movimento em direção à impressão e à ilustração de livros, passando pelas técnicas de xilogravura e gravura, nas quais as mulheres parecem ter se envolvido pouco, representou um retrocesso ao progresso das artistas mulheres.
Enquanto isso, Jefimija (1349–1405), uma sérvia, nobre, viúva e freira ortodoxa, tornou-se conhecida não apenas como uma poetisa que escreveu um lamento por seu filho morto, Uglješa, mas também como uma habilidosa costureira e gravadora. Seu lamento por seu amado filho, que imortalizou a tristeza de todas as mães que choram seus filhos falecidos, foi esculpido no verso do díptico (ícone de dois painéis representando uma Virgem e o Menino Jesus) que Teodosije, Bispo de Serres, havia presenteado o bebê Uglješa em seu batismo. A obra de arte, já valiosa por causa do ouro, pedras preciosas e belas esculturas em seus painéis de madeira, tornou-se inestimável depois que o lamento de Jefemija foi gravado em seu verso.
Na Veneza do século XV, a filha do artista do vidro, Angelo Barovièr, era conhecida por ter sido a artista por trás de um design de vidro particular do Murano veneziano. Ela era Marietta Barovier, uma artista do vidro veneziano. Dos quatorze pintores de vidro especialistas documentados entre 1443 e 1516, ela e Elena de Laudo foram as únicas mulheres. Aparentemente, vários séculos tiveram que decorrer antes que as mulheres pudessem perseguir o meio na arte do vidro.

### Renascença
O Renascimento marcou uma transformação significativa no cenário artístico europeu, mas também foi uma época de desafios substanciais para mulheres artistas. Embora o período exaltasse a criatividade e a inovação, o acesso à educação formal e às oportunidades de aprendizado ainda era limitado para as mulheres. Apesar disso, algumas artistas conseguiram superar essas barreiras e se destacaram, contribuindo para o legado do Renascimento com um trabalho técnico e estilístico notável.
As mulheres no Renascimento tinham poucas oportunidades de treinamento formal, especialmente em áreas fundamentais para a prática artística, como o estudo de anatomia e perspectiva, que envolvia a observação do corpo humano nu, o que era proibido para elas. As academias e guildas de arte, que regulavam o treinamento e o ingresso no mercado de trabalho, muitas vezes excluíam mulheres. Dessa forma, aquelas que desejavam seguir carreira artística geralmente dependiam de um ambiente familiar favorável, como o fato de serem filhas de artistas, o que lhes dava acesso a estúdios e ateliês onde podiam observar e aprender.
Mesmo com essas restrições, algumas artistas tiveram êxito, explorando temas religiosos, retratos e, em alguns casos, cenas mitológicas, e ganharam renome suficiente para obter patronos e encomendas. Essas mulheres desafiavam a visão dominante de que a arte era uma atividade destinada exclusivamente aos homens e demonstravam que, apesar das limitações impostas, o talento feminino poderia florescer.
Este é o primeiro período na história ocidental em que várias artistas seculares femininas ganharam reputação internacional. O aumento de artistas mulheres durante este período pode ser atribuído a grandes mudanças culturais. Uma dessas mudanças veio da Contrarreforma reagindo contra o protestantismo e dando origem a um movimento em direção ao humanismo, uma filosofia que afirmava a dignidade de todas as pessoas, que se tornou central para o pensamento renascentista e ajudou a elevar o status das mulheres.
Artistas da era renascentista incluem Sofonisba Anguissola, Lucia Anguissola, Lavinia Fontana, Fede Galizia, Diana Ghisi, Caterina van Hemessen, Esther Inglis Kello, Barbara Longhi, Maria Ormani, Marietta Robusti (filha de Tintoretto), Properzia de' Rossi, Levina Teerlinc, Mayken Verhulst e Santa Catarina de Bolonha (Caterina dei Vigri).

### Barroco
As mulheres artistas do período barroco foram pioneiras em um campo altamente dominado por homens e enfrentaram barreiras significativas para conquistar reconhecimento e espaço. Este período, marcado por um estilo artístico exuberante e dramático, viu a ascensão de algumas mulheres artistas que não apenas contribuíram com inovações estilísticas, mas também desafiavam as convenções de gênero, criando obras que exploravam temas complexos e frequentemente inovadores. Durante este período a arte era impulsionada pelo patrocínio da Igreja Católica e da nobreza, especialmente na Itália e na Espanha, onde o estilo barroco se desenvolveu em grande parte como resposta à Reforma Protestante. As mulheres, no entanto, tinham acesso limitado a academias de arte e precisavam de permissão de seus pais ou maridos para trabalhar e expor. O ensino artístico formal geralmente excluía as mulheres, e poucas tinham permissão para estudar o nu, o que as limitava nos temas e nas habilidades técnicas.
Ainda assim, algumas artistas conseguiram superar essas restrições, seja por meio de um ambiente familiar artístico, seja por habilidades extraordinárias que atraíam patronos. Através de retratos, cenas bíblicas e temas mitológicos, essas mulheres moldaram uma arte barroca que integrava a intensidade emocional e o uso magistral de luz e sombra, características do período.
Artistas da Era Barroca incluem: Mary Beale, Élisabeth-Sophie Chéron, Maria Theresa van Thielen, Katharina Pepijn, Catharina Peeters, Johanna Vergouwen, Michaelina Wautier, Isabel de Cisneros, Giovanna Garzoni, Artemisia Gentileschi, Judith Leyster, Maria Sibylla Merian, Louise Moillon, Josefa de Ayala, mais conhecida como Josefa de Óbidos, Maria van Oosterwijk, Magdalena de Passe, Clara Peeters, Maria Virginia Borghese (filha da colecionadora de arte Olimpia Aldobrandini), Luisa Roldán, conhecida como La Roldana, Rachel Ruysch e Elisabetta Sirani. Tal como no período renascentista, muitas mulheres entre os artistas barrocos provinham de famílias de artistas. Artemisia Gentileschi é um exemplo disso. Ela foi treinada por seu pai, Orazio Gentileschi, e trabalhou ao lado dele em muitas de suas comissões. Luisa Roldán foi treinada na oficina de escultura de seu pai (Pedro Roldán).

## Século XVIII
O século XVIII foi um período significativo na história da arte, marcado por uma série de transformações sociais, políticas e culturais. Embora as mulheres artistas enfrentassem desafios substanciais para serem reconhecidas e respeitadas em um campo dominado por homens, muitas se destacaram, contribuindo para o desenvolvimento de estilos e movimentos artísticos. Essas artistas não apenas desafiaram as normas sociais da época, mas também redefiniram os papéis de gênero dentro do contexto artístico.
As mulheres artistas do século XVIII desempenharam um papel crucial na evolução da arte, desafiando normas sociais e trazendo novas perspectivas para a prática artística. Embora tenham enfrentado desafios significativos, suas contribuições ajudaram a abrir caminho para futuras gerações de mulheres artistas e continuam a ser uma fonte de inspiração e reconhecimento na história da arte. O legado dessas mulheres é uma parte essencial da narrativa artística, mostrando que a criatividade e a expressão artística não têm gênero.
Artistas deste período incluem: Rosalba Carriera, Maria Cosway, Marguerite Gérard, Angelica Kauffman, Adélaïde Labille-Guiard, Giulia Lama, Mary Moser, Ulrika Pasch, Adèle Romany, Anna Dorothea Therbusch, Anne Vallayer-Coster, Élisabeth Vigée Le Brun, Marie-Guillemine Benoist e Anna Rajecka.

## Século XIX
As mulheres artistas do século XIX enfrentaram uma série de desafios sociais e culturais que restringiram sua participação e reconhecimento no mundo da arte. No entanto, apesar dessas dificuldades, muitas se destacaram em várias disciplinas, como pintura, escultura e fotografia, e contribuíram significativamente para o desenvolvimento da arte durante esse período. A luta por igualdade, reconhecimento e oportunidades de educação artística foi uma constante nas trajetórias dessas artistas.
Durante o século XIX, as instituições artísticas eram predominantemente masculinas, e as mulheres enfrentavam barreiras significativas para acessar educação formal em artes visuais. Muitas artistas mulheres buscaram treinamento em academias de arte ou por meio de tutores, mas frequentemente eram limitadas a gêneros considerados mais "aceitáveis", como retratos, natureza morta ou cenas domésticas.
O século XIX foi um período de transição para as mulheres na arte, marcando o início de uma luta mais ampla por reconhecimento e igualdade. Muitas dessas artistas, apesar de seu talento e contribuição, não receberam a mesma visibilidade que seus colegas masculinos durante sua vida. No entanto, seu legado é cada vez mais reconhecido e valorizado nas histórias da arte contemporânea.
As mulheres artistas do século XIX pavimentaram o caminho para futuras gerações, questionando normas sociais e estéticas, e afirmando seu lugar no mundo da arte. Suas lutas e conquistas ajudaram a moldar a evolução da arte moderna e contemporânea, destacando a importância da inclusão e diversidade nas narrativas artísticas.

### Pintoras
Entre as artistas femininas do início do século XIX estão Marie-Denise Villers, especializada em retratos; Constance Mayer, que pintou retratos e alegorias; Marie Ellenrieder, que se destacou principalmente por suas pinturas religiosas no estilo nazareno; Louise-Adéone Drölling, que seguiu os passos do pai e do irmão mais velho como pintora e desenhista.
Na segunda metade do século, Emma Sandys, Marie Spartali Stillman, Eleanor Fortescue-Brickdale e Maria Zambaco foram mulheres artistas do movimento pré-rafaelita. Também influenciadas pelos pré-rafaelitas foram Evelyn De Morgan e a ativista e pintora Barbara Bodichon.
As pintoras impressionistas Berthe Morisot, Marie Bracquemond e as americanas Mary Cassatt e Lucy Bacon se envolveram no movimento impressionista francês das décadas de 1860 e 1870. A impressionista americana Lilla Cabot Perry foi influenciada por seus estudos com Monet e pela arte japonesa no final do século XIX. Cecilia Beaux foi uma pintora de retratos americana que também estudou na França. Além de Anna Bilińska, Olga Boznańska é considerada a mais conhecida de todas as artistas polonesas e foi estilisticamente associada ao impressionismo.

## Século XX
O século XX foi marcado por uma transformação crucial na trajetória das mulheres nas artes visuais. Em diferentes contextos e estilos, mulheres de várias partes do mundo se tornaram protagonistas, questionando, expandindo e reinventando a prática artística. Essa trajetória possibilitou que as gerações seguintes encontrassem um campo mais inclusivo, ainda que persistam desafios e questões de representatividade. Com cada vez mais mulheres ocupando espaços de destaque e produzindo trabalhos inovadores, o legado do século XX permanece essencial para entender o papel das artistas mulheres na construção da história da arte moderna e contemporânea.
As artistas femininas do século XX desempenharam um papel vital na expansão da arte em diversos movimentos e estilos, desafiando convenções e trazendo novas perspectivas para o cenário artístico. A diversidade de suas abordagens permitiu que elas moldassem tendências e abordassem questões como identidade, gênero, política e a exploração de novas mídias. Muitas dessas artistas emergiram como vozes inovadoras e revolucionárias em movimentos como o modernismo, surrealismo, expressionismo abstrato e arte feminista.
Notáveis artistas femininas deste período incluem:
Elene Akhvlediani, Hannelore Baron, Vanessa Bell, Lee Bontecou, Louise Bourgeois, Romaine Brooks, Emily Carr, Leonora Carrington, Mary Cassatt, Elizabeth Catlett, Camille Claudel, Sonia Delaunay, Marthe Donas, Joan Eardley, Marisol Escobar, Dulah Marie Evans, Audrey Flack, Mary Frank, Helen Frankenthaler, Elisabeth Frink, Wilhelmina Weber Furlong, Françoise Gilot, Natalia Goncharova, Nancy Graves, Grace Hartigan, Barbara Hepworth, Eva Hesse, Sigrid Hjertén, Hannah Höch, Frances Hodgkins, Malvina Hoffman, Irma Hünerfauth, Margaret Ponce Israel, Gwen John, Elaine de Kooning, Käthe Kollwitz, Lee Krasner, Frida Kahlo, Hilma af Klint, Laura Knight, Barbara Kruger, Marie Laurencin, Tamara de Lempicka, Séraphine Louis, Dora Maar, Margaret Macdonald Mackintosh, Maruja Mallo, Agnes Martin, Ana Mendieta, Joan Mitchell, Paula Modersohn-Becker, Gabriele Münter, Alice Neel, Louise Nevelson, Georgia O'Keeffe, Betty Parsons, Aniela Pawlikowska, Orovida Camille Pissarro, Irene Rice Pereira, Paula Rego, Bridget Riley, Verónica Ruiz de Velasco, Anne Ryan, Charlotte Salomon, Augusta Savage, Zofia Stryjeńska, Zinaida Serebriakova, Sarai Sherman, Henrietta Shore, Sr. Maria Stanisia, Marjorie Strider, Carrie Sweetser, Annie Louisa Swynnerton, Franciszka Themerson, Suzanne Valadon, Remedios Varo, Maria Helena Vieira da Silva, Nellie Walker, Marianne von Werefkin and Ogura Yuki.

## Artistas Contemporâneas
Na arte contemporânea, as mulheres artistas têm se destacado com uma pluralidade de práticas e temas que refletem e questionam aspectos sociais, culturais e políticos. As transformações das últimas décadas abriram espaço para que mulheres de diferentes culturas, etnias e origens explorem questões de gênero, identidade, tecnologia, corpo, e meio ambiente, trazendo uma diversidade sem precedentes para a cena artística mundial.
Desde o final do século XX, as artistas mulheres vêm abordando temas de identidade de maneira mais ampla e inclusiva, explorando intersecções de raça, gênero, sexualidade e classe. Cindy Sherman, por exemplo, utiliza autorretratos fotográficos para questionar construções de identidade e representações midiáticas, assumindo diferentes papéis e estereótipos. Kara Walker explora temas como racismo e o passado colonial dos Estados Unidos em suas silhuetas e instalações, confrontando o espectador com imagens poderosas que criticam a opressão histórica e contemporânea.
O corpo feminino é um tema central na arte contemporânea, e muitas artistas o usam como ferramenta para discutir identidade, limites físicos e subjetividade. Marina Abramović é uma das principais expoentes da performance art, desafiando os limites físicos e psicológicos do corpo em performances intensas que questionam a resistência, a dor e a relação com o público. Yoko Ono também inovou nesse campo com performances que exploram a fragilidade e a vulnerabilidade do corpo feminino, como em sua obra Cut Piece (1964), onde ela se permite ser cortada pelo público.
O uso da tecnologia como meio de expressão tem possibilitado a criação de obras inovadoras. Pipilotti Rist, por exemplo, é conhecida por suas instalações em vídeo que criam ambientes imersivos, explorando temas de feminilidade e psicologia através de cores e sons. Jenny Holzer utiliza painéis de LED e projeções de luz em espaços públicos para questionar o papel da informação e da propaganda, frequentemente abordando temas como violência, poder e opressão.
Muitas mulheres na arte contemporânea combinam prática artística com ativismo, criando obras que dialogam com questões sociais urgentes. Barbara Kruger usa uma estética de colagem e texto que se assemelha à publicidade para desafiar noções de consumo, poder e gênero. Shirin Neshat, cineasta e fotógrafa iraniana, explora as questões de gênero e a condição das mulheres no contexto islâmico, desafiando estereótipos e revelando a complexidade das experiências femininas em culturas não ocidentais.
Questões ambientais e a relação da humanidade com a natureza também se tornaram temas de destaque. Agnes Denes, uma pioneira da arte ambiental, criou instalações como Wheatfield – A Confrontation (1982), onde plantou um campo de trigo em Manhattan para questionar o consumo, a natureza e a urbanização. Maya Lin, conhecida por sua obra de design do Memorial aos Veteranos do Vietnã, também trabalha com projetos que abordam questões ambientais e de conservação, buscando sensibilizar o público para os problemas ecológicos.
As mulheres artistas contemporâneas têm ampliado a definição de arte ao usar técnicas e mídias inovadoras para abordar temas complexos e interseccionais. Por meio de instalações, performances, arte digital, e engajamento com questões sociais e ambientais, elas não apenas ocupam seu espaço, mas desafiam a própria noção do que a arte pode e deve ser, dando voz a narrativas frequentemente marginalizadas. Em um campo que hoje valoriza a diversidade e a inclusão, as mulheres têm se tornado não apenas participantes, mas também líderes e renovadoras da arte contemporânea, deixando um legado de transformação e criatividade sem precedentes.
Em 1993, Rachel Whiteread foi a primeira mulher a ganhar o Turner Prize da Tate Gallery. Gillian Wearing ganhou o prêmio em 1997, quando houve uma lista de finalistas composta somente por mulheres, sendo as outras indicadas Christine Borland, Angela Bulloch e Cornelia Parker. Em 1999, Tracey Emin ganhou considerável cobertura da mídia por sua inscrição My Bed, mas não ganhou. Em 2006, o prêmio foi concedido à pintora abstrata, Tomma Abts. Em 2001, uma conferência chamada "Mulheres Artistas no Milênio" foi organizada na Universidade de Princeton. Um livro com esse nome foi publicado em 2006, apresentando importantes historiadores da arte, como Linda Nochlin, analisando artistas femininas proeminentes, como Louise Bourgeois, Yvonne Rainer, Bracha Ettinger, Sally Mann, Eva Hesse, Rachel Whiteread e Rosemarie Trockel. Artistas contemporâneos de destaque internacional que são mulheres também incluem Magdalena Abakanowicz, Marina Abramović, Jaroslava Brychtova, Lynda Benglis, Lee Bul, Sophie Calle, Janet Cardiff, Li Chevalier, Marlene Dumas, Orshi Drozdik, Marisol Escobar, Bettina Heinen-Ayech, Jenny Holzer, Runa Islam, Chantal Joffe, Yayoi Kusama, Karen Kilimnik, Sarah Lucas, Neith Nevelson, Yoko Ono, Tanja Ostojić, Jenny Saville, Carolee Schneeman, Cindy Sherman, Shazia Sikander, Lorna Simpson, Lisa Steele, Stella Vine, Kara Walker, Rebecca Warren, Bettina Werner e Susan Dorothea White.

## Aspecto Geral das Mulheres na História da Arte
A história da arte é repleta de mulheres artistas cujas contribuições foram, por muito tempo, marginalizadas ou completamente omitidas dos registros tradicionais. Desde os primeiros períodos até a contemporaneidade, as mulheres enfrentaram múltiplas barreiras para ingressar e permanecer no campo artístico. A narrativa começou a mudar a partir do século XX, quando historiadoras e historiadores da arte revisitaram as trajetórias dessas mulheres, reconhecendo o impacto que tiveram e o papel que desempenharam na construção da história da arte.
A presença feminina na arte remonta à Antiguidade, embora as informações sobre elas sejam limitadas e, muitas vezes, envoltas em mitos. Durante o período da arte greco-romana, poucas mulheres artistas foram documentadas; entre elas, destaca-se Lala de Cízico, mencionada por Plínio, o Velho, como uma pintora e retratista famosa em sua época. No entanto, a maioria das artistas antigas teve seu trabalho anonimizado ou registrado sob o nome de ateliês coletivos. 
Na Idade Média, algumas mulheres, principalmente em ordens religiosas, encontraram na arte uma forma de expressão e devoção. Elas produziam iluminuras, tapeçarias e arte sacra, geralmente em conventos, onde tinham relativa liberdade artística. Hildegard de Bingen, uma mística e iluminadora do século XII, produziu manuscritos ricamente ilustrados, embora fosse mais conhecida por suas visões e escritos.
No Renascimento, algumas artistas conseguiram destaque, especialmente aquelas que nasceram em famílias de artistas. Sofonisba Anguissola e Lavinia Fontana na Itália, e Caterina van Hemessen nos Países Baixos, são exemplos de mulheres que superaram restrições para serem reconhecidas. As artistas renascentistas se dedicavam a temas religiosos e retratos, mas enfrentavam limitações quanto ao estudo do corpo humano e à realização de encomendas públicas. Esses obstáculos faziam com que seu acesso à prática artística fosse restringido a certas temáticas e formatos.
O período barroco viu o surgimento de figuras icônicas como Artemisia Gentileschi, cuja obra destacou heroínas bíblicas e figuras femininas fortes, uma visão única que desafiava a representação convencional das mulheres. Gentileschi, sobrevivente de um julgamento por estupro, utilizava suas obras como um meio de exprimir temas de resistência e justiça. Na França, durante o Rococó, Élisabeth Vigée Le Brun se destacou como retratista da corte de Maria Antonieta, enquanto Adélaïde Labille-Guiard também se firmou como uma renomada retratista.
No século XIX, com a ascensão das academias de arte, algumas mulheres conquistaram acesso a um treinamento formal. Entretanto, as restrições ainda eram significativas, e as mulheres só podiam ingressar em algumas academias, sendo impedidas de estudar o nu masculino. Berthe Morisot e Mary Cassatt, ligadas ao movimento impressionista, conseguiram visibilidade em um meio dominado por homens, abordando temas do cotidiano e da intimidade feminina.
A inglesa Rosa Bonheur obteve êxito ao romper barreiras em um campo tradicionalmente masculino: a pintura de animais. Ela recebeu uma licença especial para usar roupas masculinas, o que lhe permitia frequentar feiras de animais e estudar suas anatomias diretamente.
O século XX representou uma era de grandes transformações para mulheres artistas, que passaram a ter maior acesso a academias e mercados de arte. Com o advento das vanguardas, muitas mulheres se tornaram figuras de destaque e experimentaram com linguagens novas. Georgia O'Keeffe, nos Estados Unidos, explorou formas naturais e cores intensas, ganhando renome como uma das principais pintoras modernistas. Frida Kahlo, no México, produziu autorretratos que mesclavam elementos surrealistas com realismo e simbolismo pessoal, abordando temas de identidade e sofrimento.
Na Europa, Sonia Delaunay foi pioneira na abstração e no uso da cor, enquanto Barbara Hepworth, escultora britânica, desafiou as convenções de gênero em uma área tradicionalmente dominada por homens. As mulheres também participaram de movimentos como o dadaísmo e o surrealismo, onde artistas como Hannah Höch e Méret Oppenheim desafiaram as noções tradicionais da representação e da sexualidade feminina.
Com o surgimento dos movimentos feministas nas décadas de 1960 e 1970, a representação e a visibilidade das mulheres na arte passaram a ser temas centrais. Artistas como Judy Chicago, com sua obra The Dinner Party, e Miriam Schapiro lideraram a arte feminista, defendendo o reconhecimento do trabalho feminino e revisitando a história da arte para incluir vozes esquecidas. Esse período marcou uma revolução na forma como a arte criada por mulheres era percebida e valorizada, com uma ênfase em representações de gênero e nas experiências pessoais femininas.
Outras artistas contemporâneas, como Cindy Sherman e Marina Abramović, exploraram a identidade e o corpo feminino em performances e fotografias que questionavam os papéis e as normas sociais. A prática da performance, em particular, tornou-se um meio expressivo para mulheres explorarem a autonomia de seus corpos e identidades, como visto nas obras desafiadoras de Abramović.
Hoje, as mulheres artistas ocupam um espaço vital e diversificado na arte contemporânea. Yayoi Kusama e Tracey Emin exemplificam a pluralidade e a profundidade das experiências femininas na arte, abordando desde a espiritualidade até a sexualidade e o trauma pessoal. Artistas da diáspora e indígenas, como Shirin Neshat e Kara Walker, ampliaram o escopo da representação feminina, abordando questões de raça, identidade cultural e herança.
Com o resgate da história das mulheres na arte, suas contribuições passaram a ser melhor reconhecidas. Elas não só desafiaram os limites impostos ao longo de séculos, mas também ajudaram a expandir a própria definição de arte. O campo acadêmico continua a descobrir e reinterpretar a produção de artistas mulheres, incorporando-as aos cânones e revisando o passado para garantir que suas vozes sejam ouvidas e seus talentos valorizados. 
A trajetória das mulheres na arte, de figuras como Sofonisba Anguissola e Artemisia Gentileschi a Cindy Sherman e Kara Walker, reflete uma história de resistência e inovação. Hoje, as artistas mulheres continuam a influenciar a cultura visual e a desafiar as convenções, garantindo seu lugar de direito na história da arte e moldando o futuro do campo artístico.